# Eric Wagner

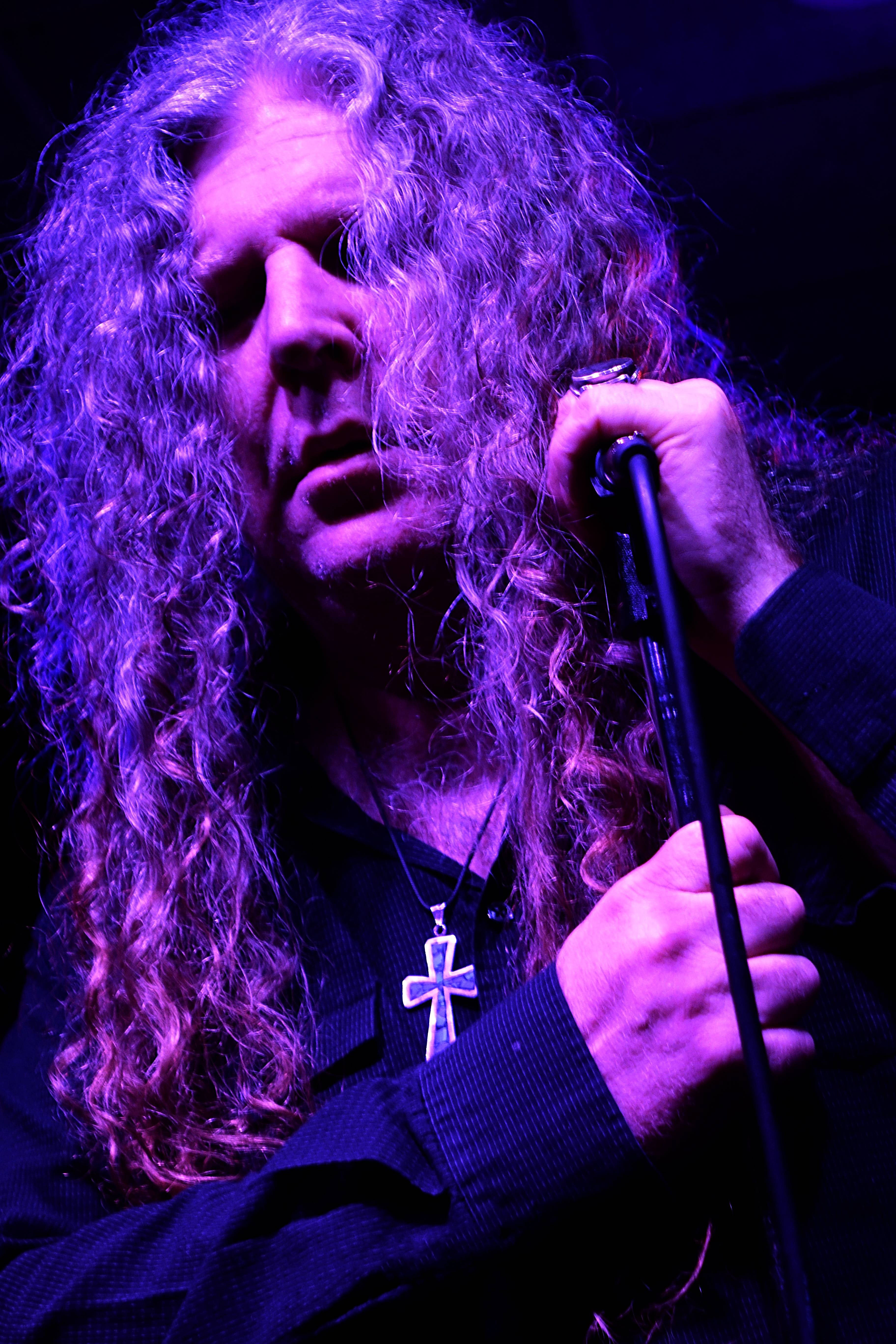
Eric Wagner im Jahr 2018

Eric Wagner (geboren am 24. April 1959; gestorben am 23. August 2021 in Las Vegas, Nevada) war ein US-amerikanischer Sänger. Wagner wurde Anfang der 1980er Jahre mit der Doom-Metal-Band Trouble populär. Insbesondere nach seinem Ausstieg aus der Band in den 1990er Jahren arbeitete er in diversen Projekten.

## Werdegang
Wagner wurde Anfang der 1980er Jahre Sänger der Doom-Metal-Band Trouble. Die Band debütierte 1984 über Metal Blade Records.
Trouble generierte trotz wohlwollender Kritiken und Bemühungen des Labels anfänglich nur geringe Popularität. In Anlehnung an die christlichen Texte wurde die Band als erste Band als White Metal betitelt. Ein Terminus, der sich nachkommend für ein Spektrum des Metals mit christlichen Texten etablierte. Die Band erlangte erst nachkommend internationale Beachtung und konnte sich über die Jahre eine feste Anhängerschaft und einen Kult-Status als Teil einer „US-Doom-Trinity“ mit Saint Vitus und Pentagram erspielen. Wagner blieb bis in die Mitte der 1990er-Jahre Teil der Gruppe, die laut Musikjournalist Garry Sharpe-Young ein „Kult-Act“ des Doom Metal sei. Nach seinem Ausstieg formierte Wagner Gruppen wie Lid und The Skull, mit welchen er an die Erfolge von Trouble anknüpfen konnte, und beteiligte sich an dem von Dave Grohl initiierten Projekt Probot. Wagner starb an einer Lungenentzündung infolge einer COVID-19-Infektion im August 2021 im Alter von 62 Jahren in einem Krankenhaus in Las Vegas während einer Tournee mit The Skull.

## Stil
Wagners hoher Gesang gilt als markant und besonders bedeutsam für den Erfolg von Trouble. Dabei wird Wagner positiv besetzt eine „weinerliche Stimme“ attestiert, welche allerdings als „hohe Kreischstimme [die Hörer] von Anfang an polarisierte“. Der Musikjournalist Aleksey Evdokimov beschreibt Wagner in seinem Doom Metal Lexicanum gar als „einen der charismatischsten Sänger der Rock- und Metal-Szene“, dessen Stimme unverwechselbar sei.

## Diskographie
Solo
- 2022: In the Lovely Light of Mourning

Mit Trouble
- 1984: Psalm 9
- 1985: The Skull
- 1987: Run to the Light
- 1990: Trouble
- 1992: Manic Frustration
- 1995: Plastic Green Head
- 2007: Simple Mind Condition

Mit Lid
- 1997: In the Mushroom

Mit Blackfinger
- 2014: Blackfinger
- 2017: When Colors Fade Away

Mit The Skull
- 2014: For Those Which Are Asleep
- 2018: The Endless Road Turns Dark

Als Gastsänger
- 2004: Probot (Gesang: My Tortured Soul)